# 四川老君山国家级自然保护区
四川老君山国家级自然保护区位于中国四川省宜宾市屏山县，总面积35平方公里，以保护四川山鹧鸪等雉科鸟类为主。保护区始建于2000年, 2011年晋升为国家级。
保护区为亚热带湿润型季风气候, 雨量充沛, 年均气温12-14℃，主要植被为阔叶林。